# Ouled Sidi Brahim (M'Sila)
Pour les articles homonymes, voir Brahim (homonymie), Sidi Brahim et Ouled Sidi Brahim.
Ouled Sidi Brahim est une commune de la wilaya de M'Sila en Algérie.